# Marian Myrcha
Marian Myrcha (ur. 8 grudnia 1907 w Siedlcach, zm. 21 marca 1996 tamże) – polski duchowny katolicki, prawnik, kanonista, profesor tytularny, nauczyciel akademicki Uniwersytetu Warszawskiego i Akademii Teologii Katolickiej w Warszawie, w latach 1960–1969 dziekan Wydziału Prawa Kanonicznego ATK.

## Życiorys
Syn Adolfa i Bronisławy z domu Litwińskiej. W 1926 uzyskał świadectwo dojrzałości. W latach 1926–1931 odbył studia w Wyższym Seminarium Duchownym diecezji podlaskiej w Janowie Podlaskim, gdzie też w 1931 otrzymał święcenia kapłańskie. W latach 1932–1935 studiował na Wydziale Prawa Kanonicznego Katolickiego Uniwersytetu Lubelskiego. W 1934 uzyskał licencjat, a w 1935 na podstawie napisanej pod kierunkiem ks. prof. Jana Rotha rozprawy pt. „Dowód ze świadków w procesie kanonicznym” otrzymał stopień naukowy doktora. W latach 1936–1939 pracował jako asystent-wolontariusz na Wydziale Prawa Kanonicznego KUL. W 1943 rozpoczął studia prawnicze na tajnym Wydziale Prawa Uniwersytetu Warszawskiego, które ukończył w 1946 uzyskując tytuł magistra prawa. W 1946 rozpoczął pracę jako wykładowca prawa kanonicznego na Wydziale Teologii Katolickiej UW. Tam też w 1947 na podstawie rozprawy pt. „Sądy polubowne w prawie kanonicznym. Studium prawno-porównawcze” nadano mu stopień doktora habilitowanego. W kwietniu 1950, po śmierci ks. prof. Ignacego Grabowskiego, został zastępcą profesora (od 1951 do 1954 był kontraktowym profesorem nadzwyczajnym UW). W 1951 na Wydziale Prawa i Nauk Społecznych KUL uzyskał stopnień doktora prawa na podstawie pracy pt. Nieświadomość bezprawności a wina w karnym ustawodawstwie kanonicznym i polskim. W latach 1947–1962 był też wykładowcą na Wydziale Prawa Kanonicznego KUL.
Był zaangażowany w prace organizacyjne przy tworzeniu Wydziału Prawa Kanonicznego Akademii Teologii Katolickiej w Warszawie. Jesienią 1954 otrzymał tytuł naukowy profesora nadzwyczajnego, a w 1967 profesora zwyczajnego. W latach 1960–1969 pełnił funkcję dziekana Wydziału Prawa Kanonicznego ATK. W uczelni tej przez wiele lat kierował jej działem wydawniczym, od 1955 był redaktorem czasopisma „Polonia sacra”, a od 1958 czasopisma „Prawo Kanoniczne”.
Pod jego kierunkiem stopień naukowy doktora otrzymali m.in. Tadeusz Pawluk i Jerzy Syryjczyk.